# Petko Hristov
Petko Rosenov Hristov (in bulgaro Петко Росенов Христов?; Sofia, 1º marzo 1999) è un calciatore bulgaro, difensore dello Spezia e della Nazionale bulgara.

## Biografia
Suo fratello gemello Andrea è anch'egli un calciatore.

## Caratteristiche tecniche
È un difensore centrale dal fisico imponente. Bravo nel gioco d'anticipo e nella marcatura e abile nel gioco aereo.

## Carriera

### Club

#### Slavia Sofia
Cresciuto nelle giovanili dello Slavia Sofia, ha esordito il 29 luglio 2016 in un match perso 2-0 contro il CSKA Sofia. Con lo Slavia Sofia ha disputato in totale 31 partite segnado anche 1 goal contro il Lokomotiv Plovdiv.

#### Fiorentina
Il 17 luglio 2017 viene acquistato dalla Fiorentina per 1 milione di euro firmando un contratto fino al 30 giugno 2022. La Fiorentina lo aggrega con la primavera per fargli fare esperienza, Petko disputa ottime prestazioni con la primavera, segnando 2 goal e collezionando 25 presenze. Infatti verrà spesso conovocato anche in prima squadra da Pioli, anche se non ha ancora avuto l'opportunità di esordire in serie A.

#### Ternana e Bisceglie
Il 16 agosto 2018 passa in prestito alla Ternana esordendo il 30 settembre contro la Vis Pesaro e trovando il suo primo gol il 4 dicembre nella vittoria per 3-0 contro il Rimini.
Il 9 agosto 2019 passa in prestito al Bisceglie, in Serie C. Nella società pugliese gioca una stagione da titolare, affermandosi come uno dei migliori difensori della categoria.

#### Spezia e Venezia
Il 5 luglio 2021 viene ceduto dalla Fiorentina a titolo definitivo allo Spezia. Il 23 agosto esordisce in serie A, giocando da titolare la gara in casa del Cagliari, pareggiata per 2-2. Il 30 aprile 2022 segna la sua prima rete in serie A, nella sconfitta casalinga con la Lazio per 3-4, segnando di testa la rete del momentaneo 3-2 dei liguri.
Il 26 gennaio 2023 passa in prestito fino al termine della stagione al Venezia. Con i lagunari disputa 11 partite nella stagione regolare, più lo spareggio playoff promozione contro il Cagliari.
Tornato ai liguri, il 9 dicembre 2023 all'esordio stagionale sigla il gol del successo in casa dell'Ascoli (2-1).

### Nazionale
Dopo avere rappresentato le selezioni giovanili bulgare, il 18 febbraio 2020 riceve la sua prima convocazione in nazionale maggiore, con cui tuttavia non esordisce. L'esordio arriva il 31 marzo 2021 contro l'Irlanda del Nord.

## Statistiche

### Presenze e reti nei club
Statistiche aggiornate al 2 Giugno 2025
| Stagione            | Squadra             | Campionato          | Campionato | Campionato | Coppe nazionali | Coppe nazionali | Coppe nazionali | Coppe continentali | Coppe continentali | Coppe continentali | Altre coppe | Altre coppe | Altre coppe | Totale | Totale |
| Stagione            | Squadra             | Comp                | Pres       | Reti       | Comp            | Pres            | Reti            | Comp               | Pres               | Reti               | Comp        | Pres        | Reti        | Pres   | Reti   |
| ------------------- | ------------------- | ------------------- | ---------- | ---------- | --------------- | --------------- | --------------- | ------------------ | ------------------ | ------------------ | ----------- | ----------- | ----------- | ------ | ------ |
| 2016-2017           | Slavia Sofia        | A                   | 21+8       | 1          | CB              | 0               | 0               | UEL                | 1                  | 0                  | -           | -           | -           | 30     | 1      |
| lug. 2017           | Slavia Sofia        | A                   | 1          | 0          | CB              | -               | -               | -                  | -                  | -                  | -           | -           | -           | 1      | 0      |
| Totale Slavia Sofia | Totale Slavia Sofia | Totale Slavia Sofia | 22+8       | 1          |                 | 0               | 0               |                    | 1                  | 0                  |             | -           | -           | 31     | 1      |
| 2017-2018           | Fiorentina          | A                   | 0          | 0          | CI              | 0               | 0               | -                  | -                  | -                  | -           | -           | -           | 0      | 0      |
| 2018-2019           | Ternana             | C                   | 13         | 1          | CI+CI-C         | -+0             | -+0             | -                  | -                  | -                  | -           | -           | -           | 13     | 1      |
| 2019-2020           | Bisceglie           | C                   | 25         | 0          | CI-C            | 2               | 0               | -                  | -                  | -                  | -           | -           | -           | 27     | 0      |
| 2020-2021           | Pro Vercelli        | C                   | 33+3       | 2          |                 | -               | -               | -                  | -                  | -                  | -           | -           | -           | 36     | 2      |
| 2021-2022           | Spezia              | A                   | 17         | 1          | CI              | 2               | 0               | -                  | -                  | -                  | -           | -           | -           | 19     | 1      |
| 2022-gen. 2023      | Spezia              | A                   | 9          | 0          | CI              | 2               | 0               | -                  | -                  | -                  | -           | -           | -           | 11     | 0      |
| gen.-giu. 2023      | Venezia             | B                   | 11+1       | 0          | CI              | 0               | 0               | -                  | -                  | -                  | -           | -           | -           | 12     | 0      |
| 2023-2024           | Spezia              | B                   | 19         | 3          | CI              | 0               | 0               | -                  | -                  | -                  | -           | -           | -           | 19     | 3      |
| 2024-2025           | Spezia              | B                   | 34         | 2          | CI              | 1               | 0               | -                  | -                  | -                  | -           | -           | -           | 35     | 2      |
| Totale Spezia       | Totale Spezia       | Totale Spezia       | 79         | 6          |                 | 5               | 0               |                    | -                  | -                  |             | -           | -           | 84     | 6      |
| Totale carriera     | Totale carriera     | Totale carriera     | 157+12     | 10         |                 | 7               | 0               |                    | 1                  | 0                  |             | -           | -           | 177    | 10     |

### Cronologia presenze e reti in nazionale
| Cronologia completa delle presenze e delle reti in nazionale ― Bulgaria | Cronologia completa delle presenze e delle reti in nazionale ― Bulgaria | Cronologia completa delle presenze e delle reti in nazionale ― Bulgaria | Cronologia completa delle presenze e delle reti in nazionale ― Bulgaria | Cronologia completa delle presenze e delle reti in nazionale ― Bulgaria | Cronologia completa delle presenze e delle reti in nazionale ― Bulgaria | Cronologia completa delle presenze e delle reti in nazionale ― Bulgaria | Cronologia completa delle presenze e delle reti in nazionale ― Bulgaria |
| Data                                                                    | Città                                                                   | In casa                                                                 | Risultato                                                               | Ospiti                                                                  | Competizione                                                            | Reti                                                                    | Note                                                                    |
| ----------------------------------------------------------------------- | ----------------------------------------------------------------------- | ----------------------------------------------------------------------- | ----------------------------------------------------------------------- | ----------------------------------------------------------------------- | ----------------------------------------------------------------------- | ----------------------------------------------------------------------- | ----------------------------------------------------------------------- |
| 31-3-2021                                                               | Belfast                                                                 | Irlanda del Nord                                                        | 0 – 0                                                                   | Bulgaria                                                                | Qual. Mondiali 2022                                                     | -                                                                       | 24’                                                                     |
| 1-6-2021                                                                | Ried im Innkreis                                                        | Slovacchia                                                              | 1 – 1                                                                   | Bulgaria                                                                | Amichevole                                                              | -                                                                       |                                                                         |
| 5-6-2021                                                                | Mosca                                                                   | Russia                                                                  | 1 – 0                                                                   | Bulgaria                                                                | Amichevole                                                              | -                                                                       |                                                                         |
| 8-6-2021                                                                | Saint-Denis                                                             | Francia                                                                 | 3 – 0                                                                   | Bulgaria                                                                | Amichevole                                                              | -                                                                       |                                                                         |
| 2-9-2021                                                                | Firenze                                                                 | Italia                                                                  | 1 – 1                                                                   | Bulgaria                                                                | Qual. Mondiali 2022                                                     | -                                                                       |                                                                         |
| 5-9-2021                                                                | Sofia                                                                   | Bulgaria                                                                | 1 – 0                                                                   | Lituania                                                                | Qual. Mondiali 2022                                                     | -                                                                       |                                                                         |
| 8-9-2021                                                                | Sofia                                                                   | Bulgaria                                                                | 4 – 1                                                                   | Georgia                                                                 | Amichevole                                                              | -                                                                       |                                                                         |
| 9-10-2021                                                               | Vilnius                                                                 | Lituania                                                                | 3 – 1                                                                   | Bulgaria                                                                | Qual. Mondiali 2022                                                     | -                                                                       |                                                                         |
| 12-10-2021                                                              | Sofia                                                                   | Bulgaria                                                                | 2 – 1                                                                   | Irlanda del Nord                                                        | Qual. Mondiali 2022                                                     | -                                                                       |                                                                         |
| 26-3-2022                                                               | Al Rayyan                                                               | Qatar                                                                   | 2 – 1                                                                   | Bulgaria                                                                | Amichevole                                                              | -                                                                       | 68’                                                                     |
| 29-3-2022                                                               | Al Rayyan                                                               | Croazia                                                                 | 2 – 1                                                                   | Bulgaria                                                                | Amichevole                                                              | -                                                                       |                                                                         |
| 2-6-2022                                                                | Sofia                                                                   | Bulgaria                                                                | 1 – 1                                                                   | Macedonia del Nord                                                      | UEFA Nations League 2022-2023 - 1º turno                                | -                                                                       |                                                                         |
| 5-6-2022                                                                | Razgrad                                                                 | Bulgaria                                                                | 2 – 5                                                                   | Georgia                                                                 | UEFA Nations League 2022-2023 - 1º turno                                | -                                                                       | 46’                                                                     |
| 9-6-2022                                                                | Gibilterra                                                              | Gibilterra                                                              | 1 – 1                                                                   | Bulgaria                                                                | UEFA Nations League 2022-2023 - 1º turno                                | -                                                                       | 88’                                                                     |
| 23-9-2022                                                               | Razgrad                                                                 | Bulgaria                                                                | 5 – 1                                                                   | Gibilterra                                                              | UEFA Nations League 2022-2023 - 1º turno                                | -                                                                       |                                                                         |
| 16-11-2022                                                              | Larnaca                                                                 | Cipro                                                                   | 0 – 2                                                                   | Bulgaria                                                                | Amichevole                                                              | -                                                                       |                                                                         |
| 20-11-2022                                                              | Lussemburgo                                                             | Lussemburgo                                                             | 0 – 0                                                                   | Bulgaria                                                                | Amichevole                                                              | -                                                                       | 34’                                                                     |
| 24-3-2023                                                               | Sofia                                                                   | Bulgaria                                                                | 0 – 1                                                                   | Montenegro                                                              | Qual. Euro 2024                                                         | -                                                                       |                                                                         |
| 20-6-2023                                                               | Razgrad                                                                 | Bulgaria                                                                | 1 – 1                                                                   | Serbia                                                                  | Qual. Euro 2024                                                         | -                                                                       |                                                                         |
| Totale                                                                  |                                                                         | Presenze                                                                | 19                                                                      |                                                                         | Reti                                                                    | 0                                                                       |                                                                         |